# Lega per l'Abolizione della Caccia
La Lega per l’Abolizione della Caccia è un'associazione italiana di volontariato fondata nel 1978 che promuove la difesa della fauna, la conservazione ed il ripristino dell’ambiente, con iniziative giuridiche, politiche, culturali, educative, informative ed editoriali.
È riconosciuta come associazione ambientalista dal Ministero dell’Ambiente ai sensi della Legge 8 luglio 1986, n. 349.
Ha sezioni in varie Regioni italiane.